# شات مریلین

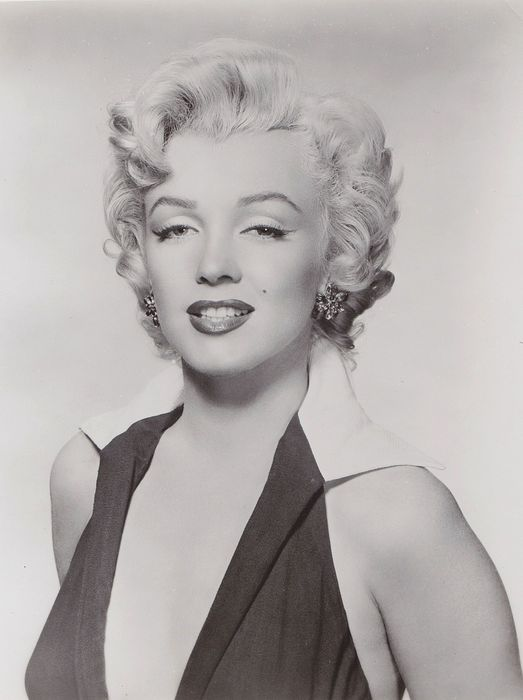
پرتره تبلیغاتی مرلین مونرو برای فیلم نیاگارا محصول سال ۱۹۵۳

«شات مریلین» مجموعه‌ای از نقاشی‌های سیلک اسکرین است که در سال ۱۹۶۴ توسط اندی وارهول خلق شد و هر بوم آن ۴۰ سانتی‌متر قطر دارد. اینچ مربع، و هر کدام پرتره‌ای از مرلین مونرو.

## تاریخچه
اندی وارهول، هنرمند برجسته پاپ‌آرت، شیفته هالیوود و فرهنگ شهرت بود. مرلین مونرو، اسطوره سینمای هالیوود، به‌طور گسترده نماد زرق‌وبرق و جذابیت این صنعت به شمار می‌رفت. پس از درگذشت مونرو در اوت ۱۹۶۲ در سن ۳۶ سالگی، وارهول تصمیم گرفت تصویر او را در آثارش جاودانه کند. او در این‌باره گفته است: «در اوت ۶۲ شروع به کار با تکنیک سیلک‌اسکرین کردم... همه‌چیز بسیار ساده، سریع و اتفاقی بود. این فرآیند برایم هیجان‌انگیز بود. ابتدا چهره‌های تروی دوناهو و وارن بیتی را آزمایش کردم، اما وقتی مرلین مونرو همان ماه درگذشت، ایده خلق سیلک‌اسکرین از چهره زیبای او به ذهنم رسید و اولین پرتره‌های مریلین شکل گرفتند.»
در سال ۱۹۶۴، وارهول با استفاده از یک عکس تبلیغاتی از فیلم «نیاگارا» (۱۹۵۳)، مجموعه‌ای از پرتره‌های مونرو را خلق کرد. او پنج پرتره سیلک‌اسکرین با پس‌زمینه‌های رنگی متنوع شامل قرمز، نارنجی، آبی روشن، آبی فیروزه‌ای و فیروزه‌ای نقاشی کرد و این آثار را در استودیوی خود، معروف به «کارخانه»، واقع در خیابان چهل‌وهفتم شرقی منهتن، نگهداری کرد.

## شات مریلین
دوروتی پادبر، هنرمند پرفورمنس و دوست بیلی نام، عکاس مجله فکتوری، نقاشی‌های تازه تکمیل‌شده اندی وارهول را که در استودیو روی هم چیده شده بودند، مشاهده کرد و از وارهول اجازه خواست تا از آن‌ها عکاسی کند. وارهول، با این تصور که منظور او عکاسی به معنای متعارف است، موافقت کرد. اما پادبر دستکش‌های سیاه خود را درآورد، هفت‌تیری کوچک از کیفش بیرون آورد و به چهار نقاشی که روی هم قرار داشتند شلیک کرد. این واقعه بعدها به «شات مریلین» شهرت یافت. نقاشی پنجم با پس‌زمینه فیروزه‌ای در میان این مجموعه نبود.

در مستند «چگونه یک خرگوش بکشیم» (۲۰۰۲)، بیلی نام این رویداد را «اجرایی نمایشی» از سوی پادبر توصیف کرد. ظاهراً پس از شلیک و ترک استودیو توسط پادبر، وارهول از نام خواست که به او بگوید دیگر چنین کاری نکند. با این حال، پادبر از آن پس برای همیشه از ورود به «کارخانه»، استودیوی وارهول، منع شد.

## خریدها
مریلین بلو شات در سال ۱۹۶۷ توسط پیتر برانت به قیمت ۵۰۰۰ دلار خریداری شد
مریلین قرمز رنگ به قیمت ۴.۱ دلار به ماسائو وانیبوچی فروخته شد. میلیون دلار در کریستیز در سال ۱۹۸۹. در بحبوحه رکود بازار هنر، او آن را با ضرر به قیمت ۳.۶ دلار به فیلیپ نیارخوس فروخت. میلیون در سال ۱۹۹۴.
مرلین نارنجی به قیمت ۱۷.۳ دلار خریداری شد میلیون دلار توسط سی نیوهاوس در سال ۱۹۹۸. پس از مرگ او، کنت سی. گریفین آن را با قیمتی حدود ۲۰۰ دلار خریداری کرد. میلیون در سال ۲۰۱۷.
فیروزه مریلین در سال ۲۰۰۷ توسط استیو کوهن به قیمت شایعه ۸۰ دلار خریداری شد. میلیون.
پرتره مریلین با پس‌زمینه آبی از برند سیج، در ۹ مه ۲۰۲۲ توسط حراجی کریستیز در نیویورک به فروش گذاشته شد و به قیمت ۱۹۵ میلیون دلار از بنیاد توماس و دوریس آمان به فروش رسید. این معامله رکورد پیشین گران‌ترین اثر یک هنرمند آمریکایی در حراج را، که متعلق به نقاشی «بدون عنوان» اثر ژان میشل باسکیا با قیمت ۱۱۰.۵ میلیون دلار در سال ۲۰۱۷ بود، به‌طور چشمگیری شکست. همچنین، این اثر عنوان گران‌ترین اثر هنری قرن بیستم فروخته‌شده در یک حراج عمومی را از آن خود کرد. خریدار این اثر، لری گاگوسیان، دلال برجسته آثار هنری آمریکایی، بود. هنوز مشخص نیست که او این اثر را برای خود یا به نمایندگی از شخص دیگری خریداری کرده است.

## همچنین ببینید
- مرلین مونرو طلایی ،۱۹۶۲
- مرلین دیپتیچ ،۱۹۶۲
- فهرست گران‌ترین نقاشی‌ها

## پیوندهای خارجی
- درگذشت دوروتی پادبر
- ایندیپندنت : دوروتی پادبر: «جادوگری» که به مریلین‌های وارهول شلیک کرد